# Torneo de las Seis Naciones 2022
El Torneo de las Seis Naciones Guinness 2022 fue la 128.ª edición de la competición entre selecciones más importante del hemisferio norte.
El torneo se disputó entre el 5 de febrero y el 19 de marzo de 2022.

## Participantes
| País       | Estadio               | Estadio   | Estadio     | Entrenador      | Capitán         |
| País       | Recinto               | Capacidad | Ciudad      | Entrenador      | Capitán         |
| ---------- | --------------------- | --------- | ----------- | --------------- | --------------- |
| Escocia    | Estadio Murrayfield   | 67.144    | Edimburgo   | Gregor Townsend | Stuart Hogg     |
| Francia    | Estadio de Francia    | 81.338    | Saint-Denis | Fabien Galthié  | Antoine Dupont  |
| Gales      | Estadio del Milenio   | 74.500    | Cardiff     | Wayne Pivac     | Alun Wyn Jones  |
| Inglaterra | Estadio de Twickenham | 82.000    | Londres     | Eddie Jones     | Owen Farrell    |
| Irlanda    | Estadio Aviva         | 51.700    | Dublín      | Andy Farrell    | Jonathan Sexton |
| Italia     | Estadio Olímpico      | 73.261    | Roma        | Kieran Crowley  | Luca Bigi       |

## Reglamento
Como desde la edición de 2017, el sistema de puntos es: 4 por victoria, 2 por empate y 0 por derrotas. Además de puntos adicionales de bonificación: 1 ofensivo por anotar cuatro o más ensayos y 1 defensivo si se es derrotado por siete, o menos, puntos de diferencia.
Adicionalmente, se otorgan tres puntos de bonificación a un equipo que gane sus cinco partidos (un Grand Slam). Esto garantiza que un equipo ganador de un Grand Slam encabezará la tabla con al menos 23 puntos, ya que de lo contrario podría darse el caso que un equipo ganase los cinco partidos sin puntos de bonificación para un total de 20 puntos y otro equipo ganase cuatro partidos con puntos de bonificación y perdiese su quinto partido mientras reclama uno o más puntos de bonificación, lo que daría un total de 21 o 22 puntos.

## Tabla de posiciones
| Pos | País       | Partidos | Partidos | Partidos | Partidos | Puntos | Puntos | Puntos | Ensayos | Ensayos | Puntos Bonus | Puntos Bonus | Puntos Bonus | Puntos totales |
| Pos | País       | J        | G        | E        | P        | PF     | PC     | PD     | EF      | EC      | GS           | Ensayos      | Derrota      | Puntos totales |
| --- | ---------- | -------- | -------- | -------- | -------- | ------ | ------ | ------ | ------- | ------- | ------------ | ------------ | ------------ | -------------- |
| 1   | Francia    | 5        | 5        | 0        | 0        | 141    | 73     | +68    | 17      | 7       | 3            | 2            | 0            | 25             |
| 2   | Irlanda    | 5        | 4        | 0        | 1        | 168    | 63     | +105   | 24      | 4       | 0            | 4            | 1            | 21             |
| 3   | Inglaterra | 5        | 2        | 0        | 3        | 101    | 96     | +5     | 8       | 11      | 0            | 1            | 1            | 10             |
| 4   | Escocia    | 5        | 2        | 0        | 3        | 92     | 121    | −29    | 11      | 15      | 0            | 1            | 1            | 10             |
| 5   | Gales      | 5        | 1        | 0        | 4        | 76     | 104    | –28    | 8       | 8       | 0            | 0            | 3            | 7              |
| 6   | Italia     | 5        | 1        | 0        | 4        | 60     | 181    | −121   | 5       | 27      | 0            | 0            | 0            | 4              |

## Partidos
BO: Punto de bonificación ofensivo.
BD: Punto de bonificación defensivo.
GS: Tres puntos de bonificación por ganar los cinco partidos (un Grand Slam).

### Jornada 1
| 5 de febrero | Irlanda | BO 29 - 7 | Gales | Estadio Aviva, Dublín |  |
| 15:15        |         | Reporte   |       |                       |  |

| 5 de febrero | Escocia | 20 - 17 BD | Inglaterra | Estadio Murrayfield, Edimburgo |  |
| 17:45        |         | Reporte    |            |                                |  |

| 6 de febrero | Francia | BO 37 - 10 | Italia | Stade de France, Saint-Denis |  |
| 16:00        |         | Reporte    |        |                              |  |

### Jornada 2
| 12 de febrero | Gales | 20 - 17 BD | Escocia | Millennium Stadium, Cardiff |  |
|               |       | Reporte    |         |                             |  |

| 12 de febrero | Francia | 30 - 24 BD | Irlanda | Stade de France, Saint-Denis |  |
|               |         | Reporte    |         |                              |  |

| 13 de febrero | Italia | 0 - 33 BO | Inglaterra | Estadio Olímpico, Roma |  |
|               |        | Reporte   |            |                        |  |

### Jornada 3
| 26 de febrero | Escocia | 17 - 36 BO | Francia | Estadio Murrayfield, Edimburgo |  |
|               |         | Reporte    |         |                                |  |

| 26 de febrero | Inglaterra | 23 - 19 BD | Gales | Estadio de Twickenham, Londres |  |
|               |            | Reporte    |       |                                |  |

| 27 de febrero | Irlanda | BO 57 - 6 | Italia | Estadio Aviva, Dublín |  |
|               |         | Reporte   |        |                       |  |

### Jornada 4
| 11 de marzo | Gales | BD 9 - 13 | Francia | Millennium Stadium, Cardiff |  |
|             |       | Reporte   |         |                             |  |

| 12 de marzo | Italia | 22 - 33 BO | Escocia | Estadio Olímpico, Roma |  |
|             |        | Reporte    |         |                        |  |

| 13 de marzo | Inglaterra | 15 - 32 BO | Irlanda | Estadio de Twickenham, Londres |  |
|             |            | Reporte    |         |                                |  |

### Jornada 5
| 19 de marzo | Gales | BD 21 - 22 | Italia | Millennium Stadium, Cardiff |  |
|             |       | Reporte    |        |                             |  |

| 19 de marzo | Irlanda | BO 26 - 5 | Escocia | Estadio Aviva, Dublín |  |
|             |         | Reporte   |         |                       |  |

| 19 de marzo | Francia | GS 25 - 13 | Inglaterra | Stade de France, Saint-Denis |  |
|             |         | Reporte    |            |                              |  |

## Premios especiales
- Grand Slam:  Francia
- Triple Corona:  Irlanda
- Copa Calcuta:  Escocia
- Millennium Trophy:  Irlanda
- Centenary Quaich:  Irlanda
- Trofeo Garibaldi:  Francia
- Trofeo Auld Alliance: Francia
- Copa Doddie Weir:  Gales
- Cuttitta Cup:  Escocia
- Cuchara de madera: No otorgada